# Acalypha madagascariensis
Acalypha madagascariensis é uma espécie de flor do gênero Acalypha, pertencente à família Euphorbiaceae.